# Императорът (карта таро)
Императорът (IV) е четвъртият коз или карта от Голямата аркана в традиционните колоди Таро . Използва се в игри и за гадаене .

## Описание
Императорът седи на трон с овни, символи на Марс. На мантията му се вижда главата на трети овен. Дългата му бяла брада символизира мъдрост. С дясната си ръка държи скиптър с Анх, а с лявата златен глобус, символизиращ властта. Императорът е седнал на върха на островърха, гола планина, белег за „стерилен контрол и безкомпромисна власт.“ Той е символ на върха на светската йерархия, абсолютното мъжко его. Императорът е абсолютният владетел на света.

## Тълкувание
Според книгата на Артър Едуард Уейт от 1910 г. „Картинен ключ към Таро“, Императорът носи следните значения:
4. ИМПЕРАТОРЪТ. -- Стабилност, власт, защита, логика, осъзнатост; велика личност; помощ, разум, убеждение, също авторитет и воля. Обърнат: Благосклонност, състрадание, заслуга; също объркване на враговете, пречка, незрялост.
В астрологията Императорът се свързва с планетата Марс и знака Овен или планетата Сатурн и знака Козирог. 